# Sosenki
Sosenki (Russisch: Сосенки) is een station van de geplande Kommoenarka-radius van de Moskouse metro.